# Natalja Borissowna Lebedewa
Natalja Borissowna Lebedewa (russisch Наталья Борисовна Лебедева; englisch Natalya Lebedeva; * 16. Dezember 1964 in Saporischschja, Ukrainische SSR, Sowjetunion) ist eine ehemalige sowjetische Eiskunstläuferin, die im Einzellauf startete.
In den Jahren 1984 und 1990 wurde Lebedewa sowjetische Meisterin im Eiskunstlauf der Damen. Nach dem Karriereende ihrer Landsfrauen Kira Iwanowa und Anna Kondraschowa war sie die Nummer eins im sowjetischen Damenteam. 1989 wurde sie in Birmingham Vize-Europameisterin hinter Claudia Leistner und 1990 in Leningrad erneut Vize-Europameisterin, diesmal hinter Evelyn Großmann. Sie war damit die letzte Eiskunstläuferin, die für die Sowjetunion startend eine Medaille im Einzellauf gewann. Bei Weltmeisterschaften war ihr bestes Ergebnis der fünfte Platz, den sie 1989 in Paris und 1990 in Halifax erreichte.
Ihre Trainer waren Wladimir Kowaljow, Eduard Pliner und Igor Xenofontow.

## Ergebnisse
| Wettbewerb / Jahr           | 1982 | 1983 | 1984 | 1985 | 1986 | 1987 | 1988 | 1989 | 1990 |
| --------------------------- | ---- | ---- | ---- | ---- | ---- | ---- | ---- | ---- | ---- |
| Weltmeisterschaften         |      |      |      | 7.   | 10.  |      | 9.   | 5.   | 5.   |
| Europameisterschaften       |      |      |      | 6.   | 4.   |      |      | 2.   | 2.   |
| Sowjetische Meisterschaften | 8.   | 4.   | 1.   | 3.   | 3.   |      | 2.   | 2.   | 1.   |

| Personendaten    | Personendaten                                             |
| ---------------- | --------------------------------------------------------- |
| NAME             | Lebedewa, Natalja Borissowna                              |
| ALTERNATIVNAMEN  | Лебедева, Наталья Борисовна; Lebedeva, Natalia (englisch) |
| KURZBESCHREIBUNG | sowjetische Eiskunstläuferin                              |
| GEBURTSDATUM     | 16. Dezember 1964                                         |
| GEBURTSORT       | Saporischschja, Ukrainische SSR, Sowjetunion              |